# Perception de la profondeur
La perception de la profondeur est la capacité visuelle à percevoir le monde en trois dimensions.
La perception de la profondeur et du relief se base sur différents types d'indices visuels qu'il est possible de classer en trois catégories : en premier lieu ceux qui dépendent du mouvement ; parmi les autres, ceux qui requièrent la vision binoculaire ; enfin, ceux perçus avec un seul œil.
Les objets de l'environnement présentent en général plusieurs indices convergents sur leur position dans la profondeur de l'espace. La psychologie expérimentale met au point des expériences avec des motifs simplifiés, qui n'en présentent qu'un à la fois, et des illusions visuelles, où ces indices, contradictoires, provoquent une interprétation hésitante ou aberrante.

## Mouvement

### Parallaxe

La variation de parallaxe crée une notion du relief.

L'être humain n'est jamais parfaitement immobile. Lorsqu'il bouge, les objets proches se déplacent plus dans l'appareil visuel que les objets lointains, par un effet de parallaxe.
Bien que cet indice figure parmi les plus puissants, il a attiré tardivement l'attention des chercheurs, dont l'activité a été plus orientée par les applications aux arts graphiques et à la représentation perspective.

### Accommodation
L'accommodation modifie la forme du cristallin (partie centrale de l'œil), pour ajuster la vision à la distance. Cet indice permet la netteté des images. Au XIXe siècle, Helmholtz et Hering l'ont étudiée. Un simple calcul d'optique géométrique, compte tenu de la meilleure résolution de l'œil humain, conclut qu'elle ne peut certainement pas rendre compte des sensations de profondeur, quelle que soit la distance ou la variation de distance impliquées.
Cet indice semble présenter peu d'importance par rapport aux autres. L'illusion de relief dans les vues d'une loupe binoculaire, d'une paire de jumelles, du cinéma en relief, s'en dispense totalement.

## Indices monoculaires
Certains indices sur la disposition des choses en profondeur ne dépendent que de l'information issue d'un œil.

### Occlusion

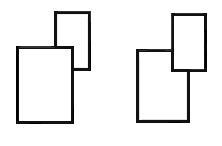
Occlusion d'une figure par une autre.

L'occlusion correspond au recouvrement partiel d'un objet par un autre, entrainant une illusion de profondeur. Dans la figure, un rectangle placé devant un autre, plus petit ou plus grand, en dissimule une partie. À partir de cette information perceptive, le cerveau humain incorpore une troisième dimension alors que le schéma n'implique que deux dimensions. Cet effet est étroitement dépendant de la ségrégation figure-fond qu'étudie la psychologie de la forme.
Les couleurs influent sur la perception de la disposition et de la continuité des objets. Sans autre indication, une pastille noire ou bleue sur un fond clair se perçoit comme un trou débouchant sur un fond ; de couleur claire sur fond plus sombre, ou rougeâtre sur un fond neutre, elle se perçoit comme posée sur le fond. Les couleurs chaudes sont saillantes, les couleurs froides fuyantes.

### Taille apparente

Illusion de Ponzo.

La taille apparente des objets s'amenuise quand ils s'éloignent. La taille des objets connus renseigne sur la distance où ils se trouvent. Dans l'illusion de Ponzo, l'illusion de base de la perspective selon Richard Gregory, la ligne supérieure semble plus grande, alors qu'elle est de la même taille que la ligne inférieure .
- La convergence des parallèles, telle que la représente la perspective linéaire, se rencontre dans notre environnement naturel. Les rails d'une voie ferrée, les bords d'une route, se confondent au loin ; mais l'expérience nous enseigne que leur largeur reste identique. Plusieurs illusions visuelles montrent que cet élément suffit, en l'absence d'autres indices, pour influencer la perception de la profondeur[5].
- Les objets qui s'éloignent ou se rapprochent fournissent des indices généralement sûrs de la distance, non seulement de là où ils se trouvent, mais encore des objets qu'ils occultent ou qui les occultent. Les voyant continument, nous supposons connaître leur taille, et que celle-ci est invariable. Si leur taille apparente varie, c'est que la distance varie[6].
- La texture d'un objet qui s'étend du proche au lointain est un de ces objets que nous supposons connus. Au loin, la texture rapetisse, jusqu'à disparaître.

### Ombres
Généralement, la lumière vient du haut; sans autres indices, on en déduit qu'un objet dont l'ombre est en bas est une saillie, et que si l'ombre est en haut, c'est un creux.

### Perspective atmosphérique

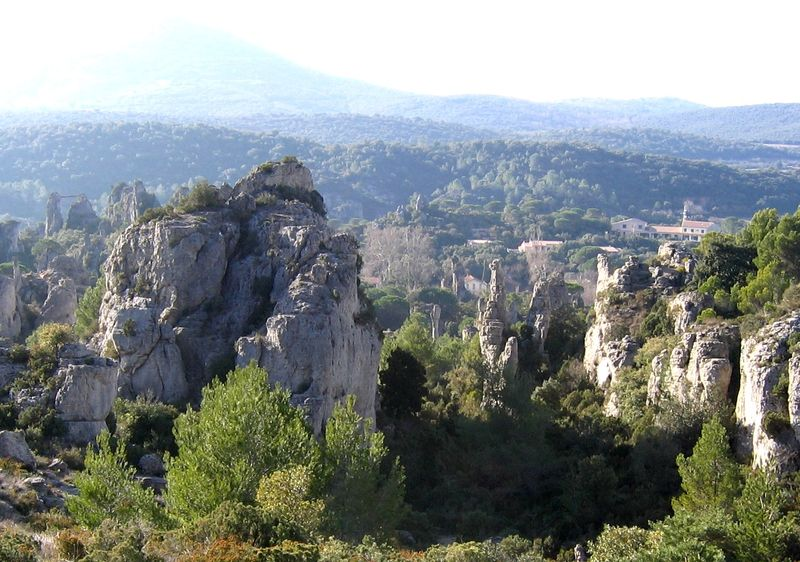
Distance : les montagnes au loin paraissent estompées.

La perspective atmosphérique observe que plus un objet est loin de l'observateur (sur de grandes distances), plus ses contours deviennent flous et ses couleurs atténuées. C'est le cas par exemple lorsque nous sommes sur une montagne et que nous regardons dans le lointain.

### Élévation
La hauteur par rapport à l'horizon d'un objet influe sur l'estimation de sa distance. On tend à surévaluer la distance d'un objet proche de la ligne d'horizon[réf. souhaitée].

## Indices binoculaires
La présence des deux yeux fournit des  indices binoculaires. L'écart de 6 cm entre les yeux entraine des  disparités binoculaires, une différence entre les images projetées sur les rétines, rapidement traitée dans le cortex visuel.
La  convergence  correspond à l'angle formé par les yeux fixant un point de l'espace. Elle varie selon la distance de l'objet sur lequel l'attention se fixe.
Les indices que fournit la vision binoculaire sont suffisamment puissants pour qu'on puisse construire sur eux des dispositifs de simulation du relief, où ils renforcent les indices monoculaires : images en relief, cinéma en relief.

## Investigations en psychologie expérimentale
La vision de la profondeur des objets, alors que l'influx lumineux qui vient toucher la rétine ne donne que des informations à deux dimensions, est depuis le XVIIe siècle un objet de spéculations philosophiques et d'investigations mathématiques.
Les conceptions de la vision sont alors toutes articulées sur l'idée d'un œil-machine servant l'âme immatérielle ; elles ne considèrent pas la vision comme une activité cognitive, dépendant de la mémoire. À la fin du XIXe siècle, le succès de la théorie de l'évolution fait concevoir la capacité à voir la profondeur comme un sérieux avantage pour les espèces. On envisage la vision et la perception de la profondeur comme une fonction psychologique.
La psychologie expérimentale applique alors à la perception de la profondeur ses méthodes, élaborant des stimulus, recherchant les plus petites différences perceptibles. Ces recherches vont aboutir à un grand nombre de figures abstraites qui cependant mettent en évidence des perceptions de profondeur.
Eleanor Gibson, psychologue américaine pionnière de l'étude de la perception chez les nourrissons, vérifia celle de la profondeur grâce à un dispositif mis au point avec Richard D. Walk. La falaise visuelle (en) (visual cliff) est une table de verre au-dessus d'un double plateau peint d'un motif en damier. D'un côté de la table, le verre est juste au-dessus du plateau ; de l'autre côté, il est plusieurs décimètres plus bas. Les nourissons préfèrent rester au-dessus de la partie peu profonde, et y restent même si on essaye de les attirer de l'autre côté,. Plusieurs espèces animales ont réagi de la même manière au dispositif.